# U 2511 (1944)

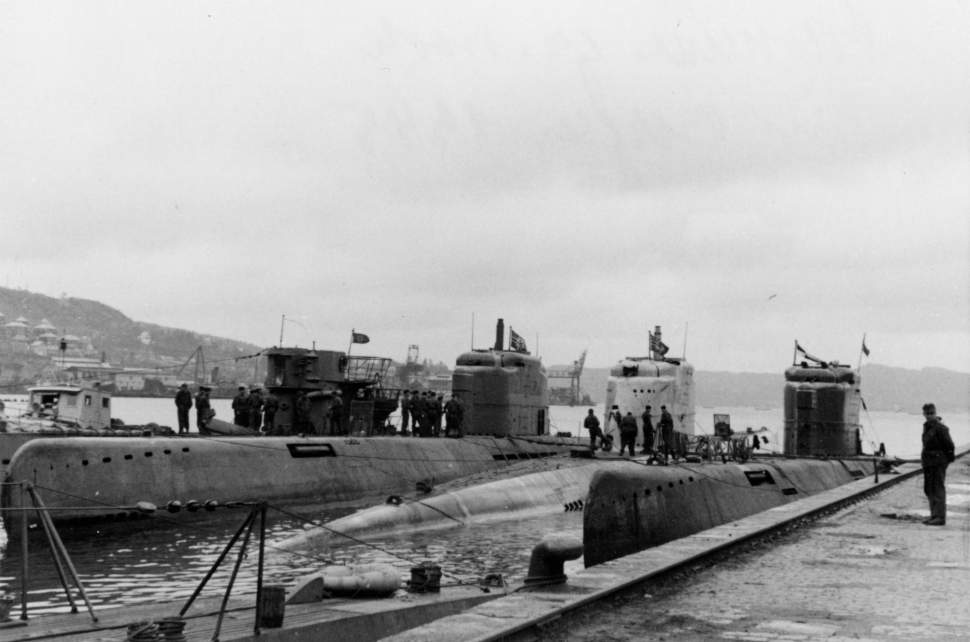
Tres Tipo XXI en Bergen después de su rendición; el del centro es el U-2511

El U-2511 fue un submarino alemán del tipo XXI, primero de su clase en ser asignado en misión de combate. El U-2511 fue uno de los 119 submarinos del tipo XXI, denominados también elektroboote o submarino "E" (por su enorme carga de baterías que le proporcionaban una alta velocidad en inmersión), que Alemania construyó antes del colapso producido tras la rendición de sus tropas.

## Destinos
Entre septiembre de 1944 y marzo de 1945 estuvo destinado en la 31.U-Flottille de Hamburgo como Ausbildungsboot (entrenamiento).
A partir de marzo de 1945 y hasta la rendición el mayo del mismo año, fue destinado a la 11.U-Flottille de Bergen como Frontboot (submarino de combate).

## Comandantes
Entre julio de 1944 y mayo de 1945 el U-2511 estuvo comandado por el Kapitänleutnant (más tarde Korvettenkapitän) Adalbert Schnee (de la promoción de 1934).

## Historial
Una patrulla de combate realizada, ningún buque atacado ni hundido. Ver detalles de la misión en su apartado del artículo sobre el Tipo XXI.

## Misiones
Primera patrulla
Zarpa de Kiel el 17 de marzo de 1945 y llega a Horten el 23 del mismo mes.
Segunda patrulla
Zarpa de Horten el 3 de abril de 1945 y llega a Bergen el 8 del mismo mes. 
Tercera patrulla
Zarpa de Bergen el 17 de abril de 1945 y regresa el 20 del mismo mes. 
Cuarta patrulla
Zarpa de Bergen el 3 de mayo de 1945. Esta sería la primera patrulla de guerra realizada por un Tipo XXI, con la misión de dirigirse hacia el Caribe. El día 4 tras recibir la orden de regresar a la base el U-2511 avistaría a un grupo naval aliado formado por el crucero británico HMS Norfolk y varios destructores al Norte de las Faroes. El submarino, que estaba navegando en inmersión con el schnorkel, lo arriaría y aumentaría su velocidad hasta los 16 nudos, simulando un ataque desde unos 500 metros y escapando del enemigo sin siquiera ser detectado, regresando a Bergen el 6 de mayo de 1945.
El U-2511 sería rendido en Bergen el 9 de mayo de 1945, zarpando hacia Inglaterra el día 30 de mayo.
Este submarino fue uno de los 116 U-Boot hundidos por la Royal Navy en la operación Deadlight. A primeros de enero de 1946 el U2511 fue remolcado desde Lisahally (Irlanda del Norte) por el remolcador HMS Enchanter, y posteriormente, fue hundido a cañonazos el 7 de enero de 1946 por la Fragata HMS Sole Bay al noroeste de Malin Head (55°33′N 07°38′O / 55.550, -7.633).